# Iwan Ajwazowski

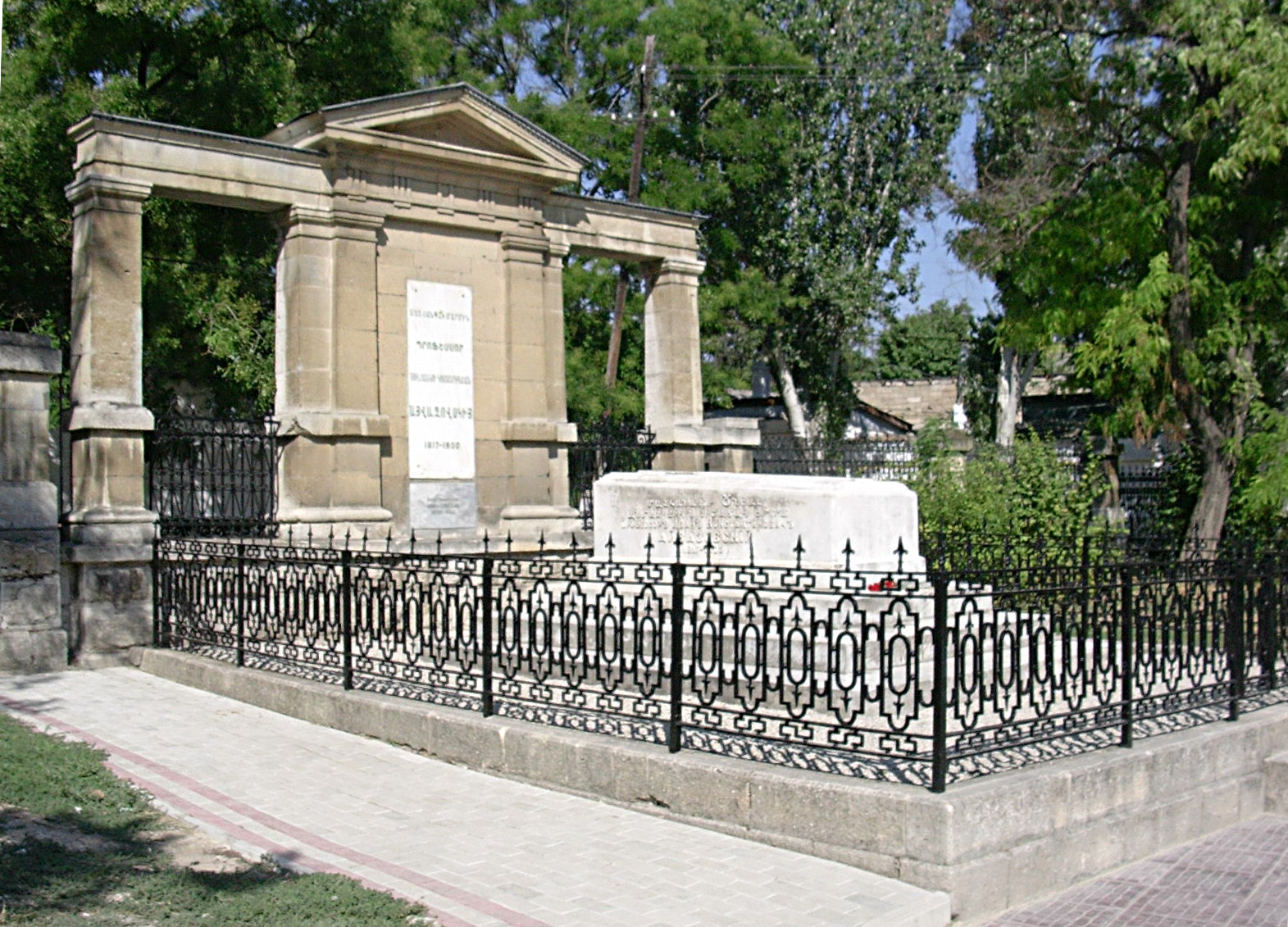
Grobowiec malarza w Teodozji

Iwan Konstantinowicz Ajwazowski (orm. Հովհաննես Այվազովսկի, ros. Иван Константинович Айвазовский; ur. 29 lipca 1817 w Teodozji na Krymie, zm. 19 kwietnia?/2 maja 1900 tamże) – rosyjski malarz-marynista ormiańskiego pochodzenia.

## Życiorys
W 1837 roku ukończył Petersburską Akademię Sztuk Pięknych. W 1840 roku rozpoczął podróże po Europie, podczas których zwiedził Włochy, Francję, Portugalię, Holandię i Anglię. Do Petersburga wrócił w 1844 roku, już jako znany malarz-marynista, członek rzymskiej, paryskiej i amsterdamskiej Akademii Sztuk Pięknych.
W 1845 roku opuścił Petersburg i osiedlił się w rodzinnej Teodozji na Krymie, gdzie miał też najlepsze dla siebie warunki do pracy. W 1847 roku został profesorem Akademii Sztuk Pięknych. Namalował około 6 tysięcy obrazów tematycznie wiążących się głównie z morzem.
W 1887 roku z okazji jubileuszu 50-lecia pracy na Akademii Sztuk Pięknych otrzymał z rąk ks. Włodzimierza Order św. Włodzimierza II klasy.
Pochowany w Teodozji, na cmentarzu przykościelnym przy ormiańskim kościele św. Sergiusza (Surp Sarkis), do którego parafialnej wspólnoty należał. Obecnie jego grobowiec stanowi jedyną pamiątkę po tym cmentarzu.

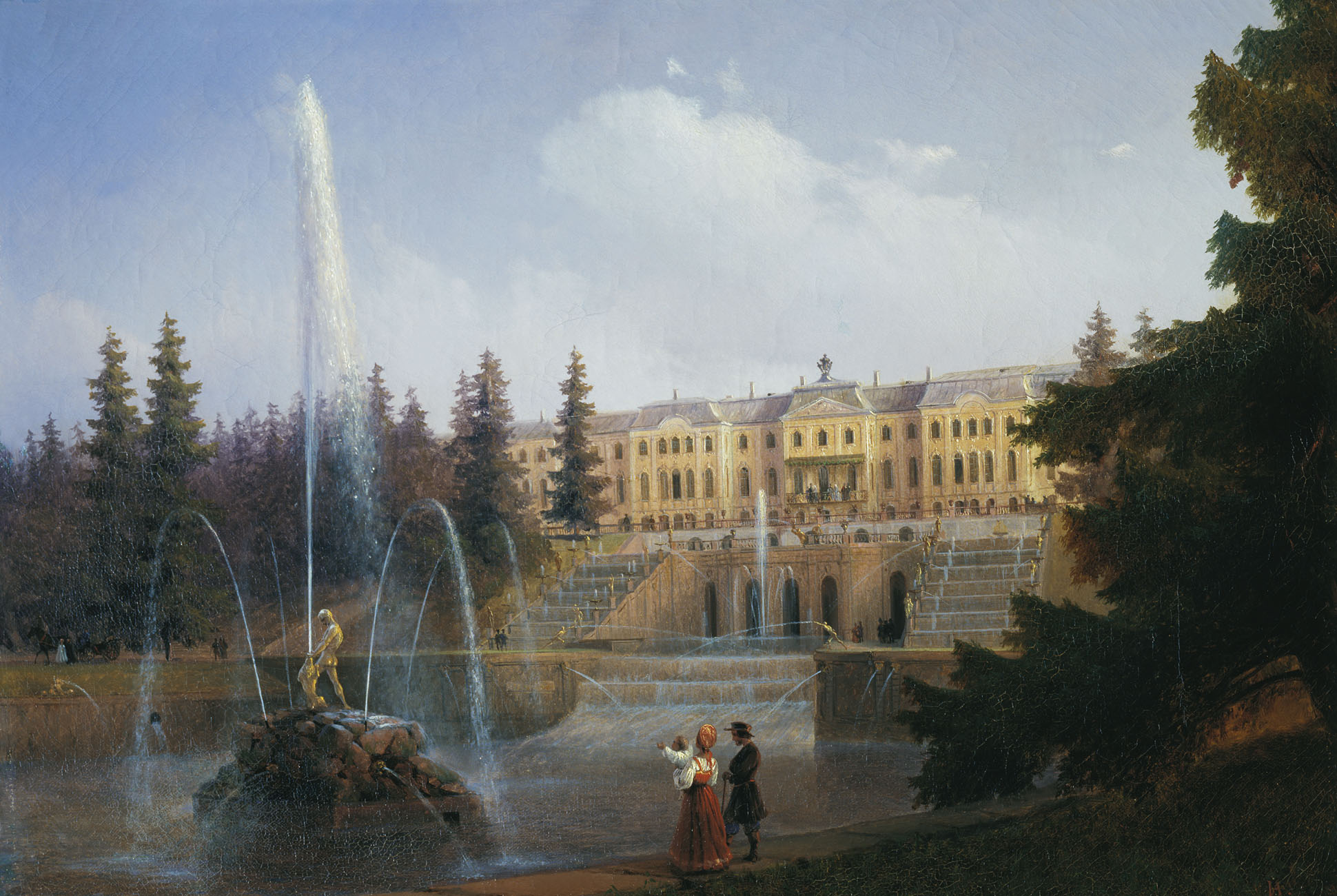
Widok na fontannę i pałac w Peterhofie (1837)
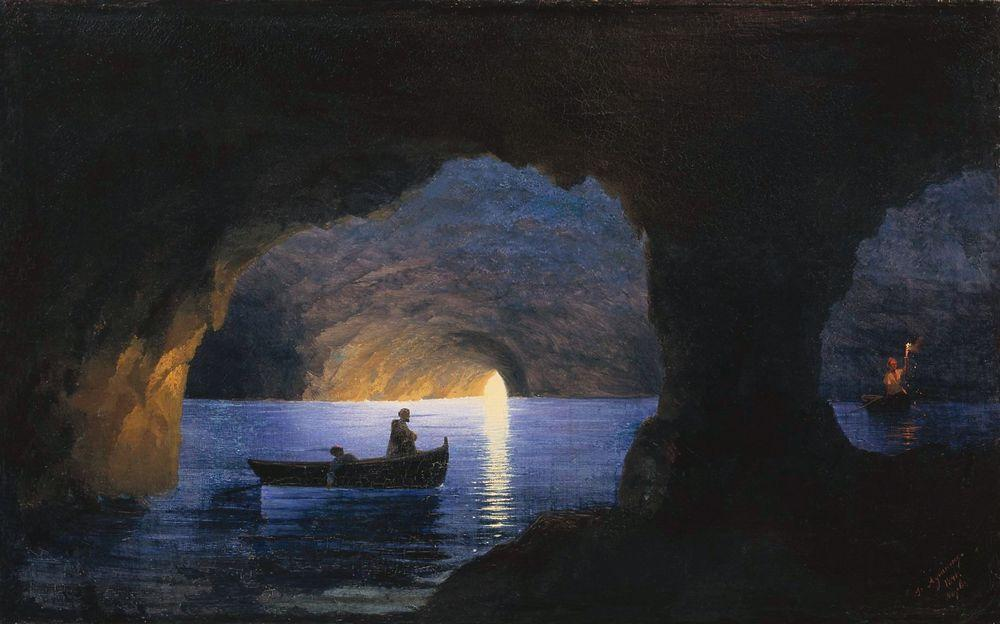
Lazurowa Grota na Capri (1841)
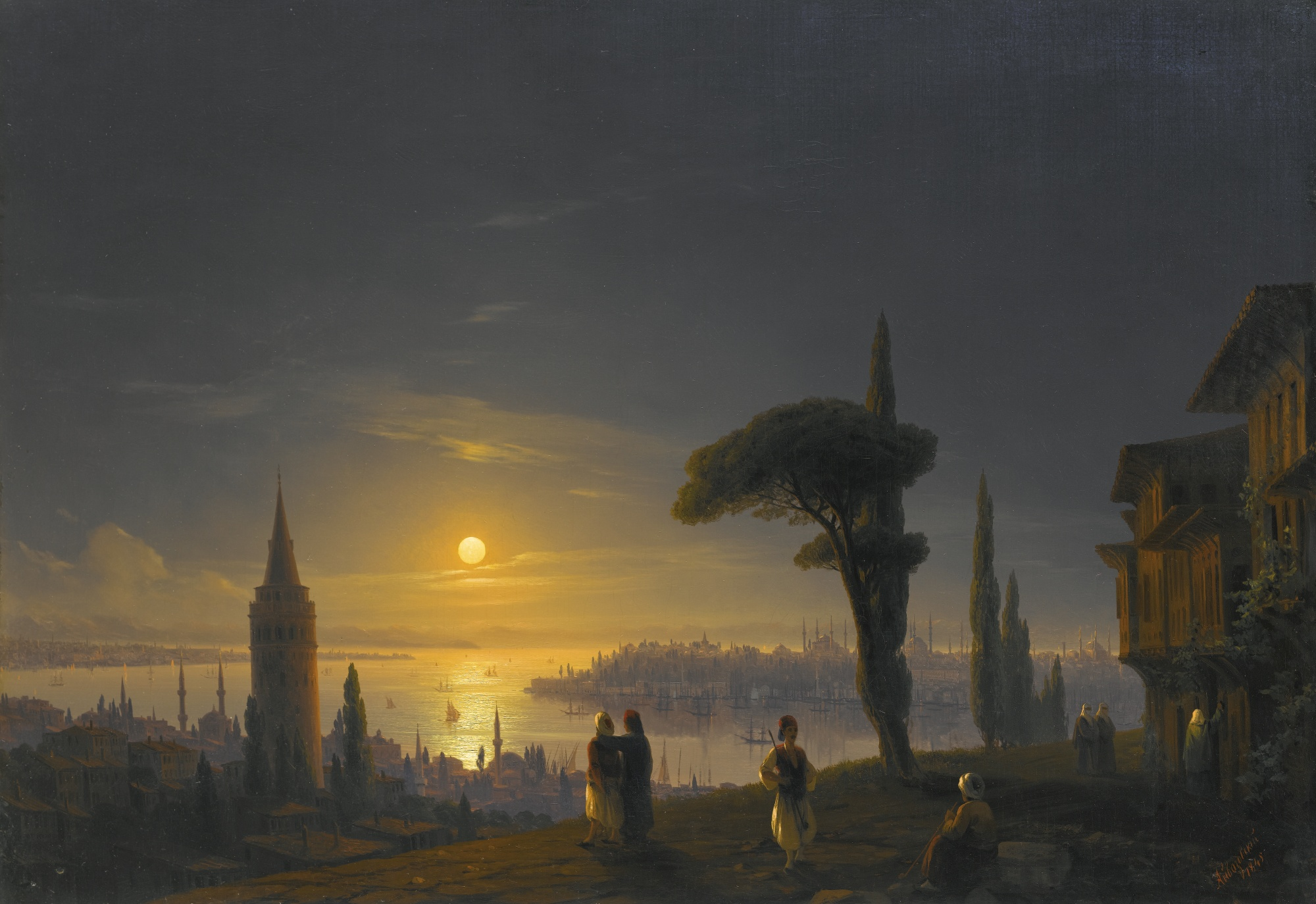
Wieża Galaty w świetle księżyca (1845)
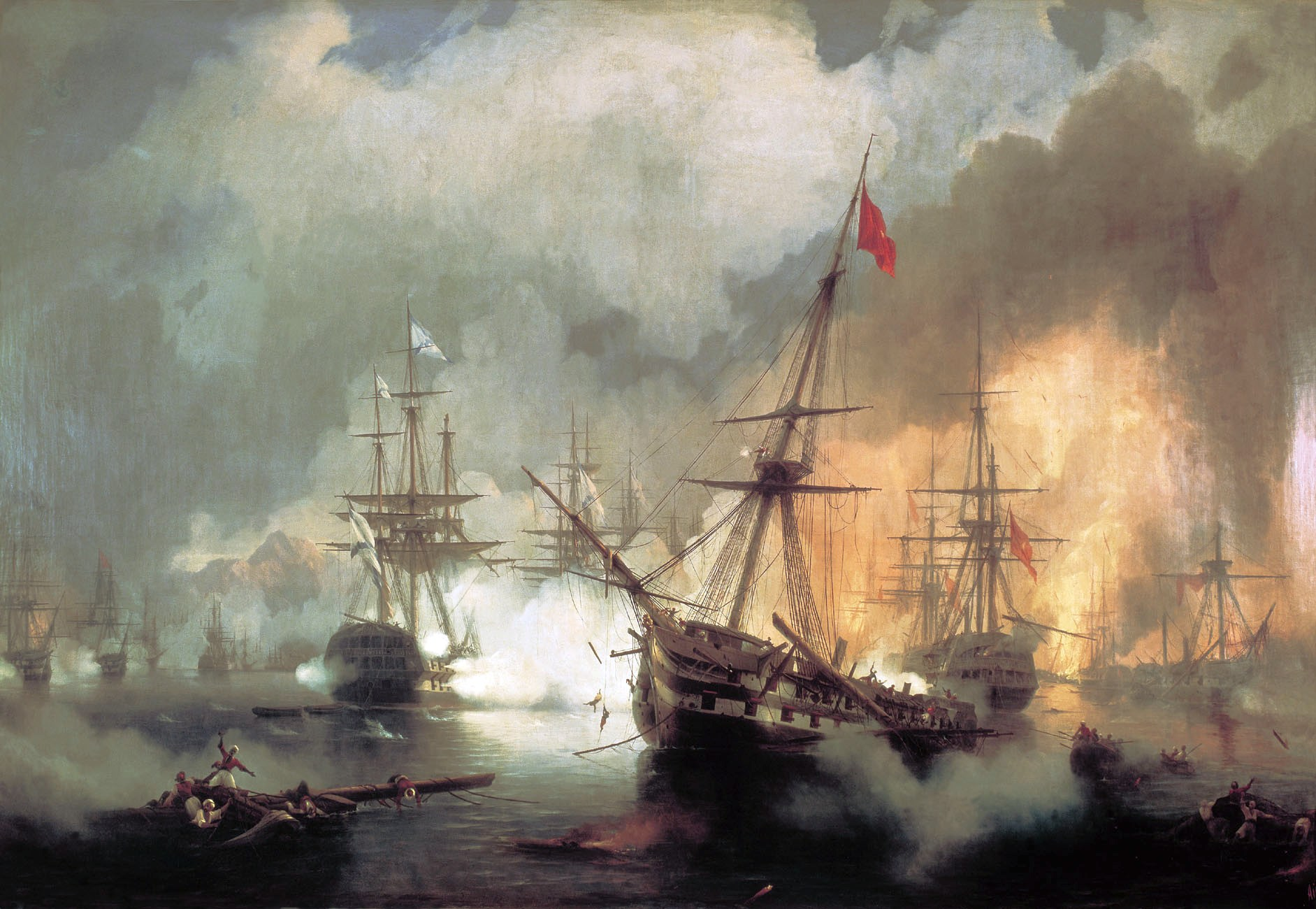
Bitwa pod Navarino (1846)
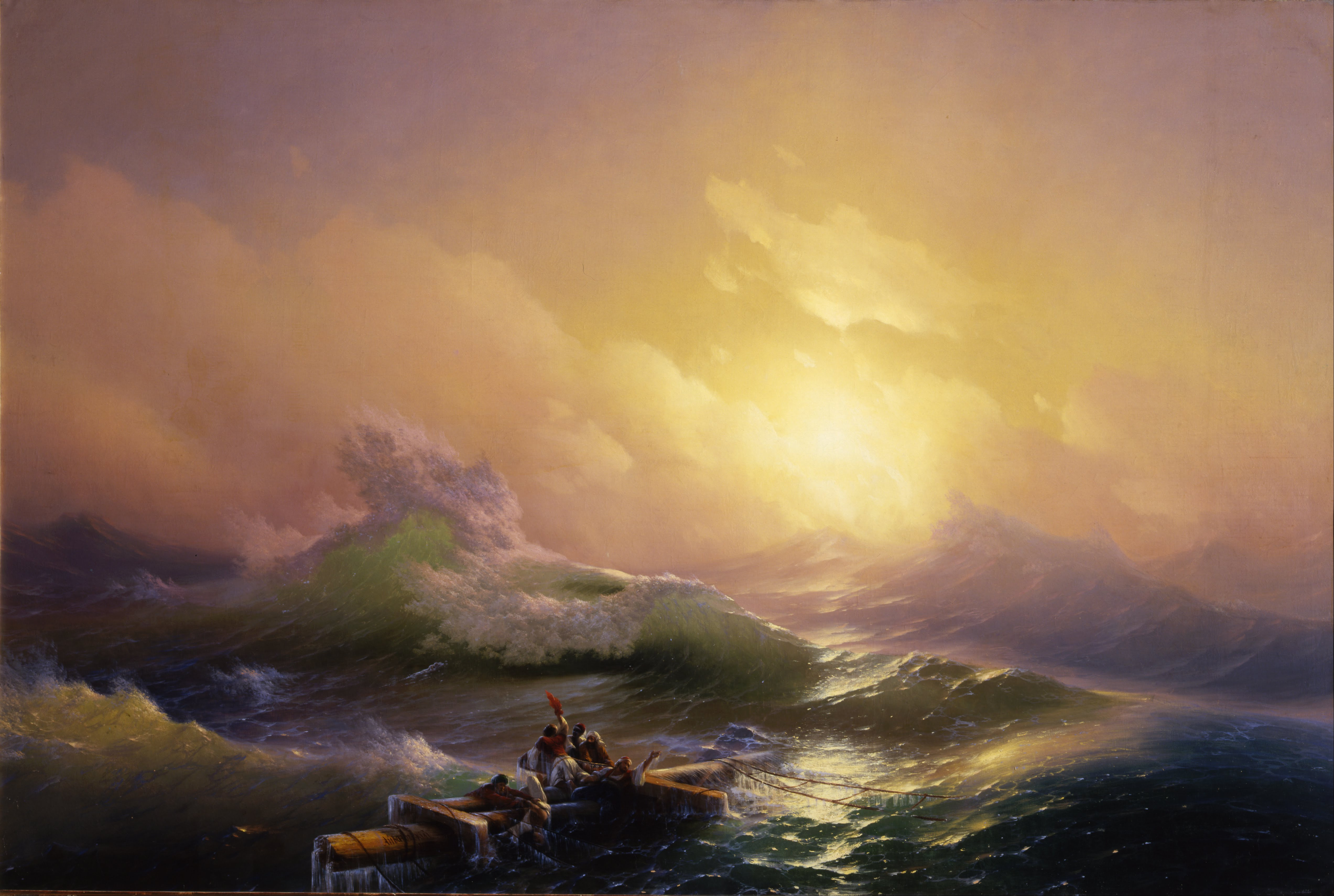
Dziewiąta fala (1850)
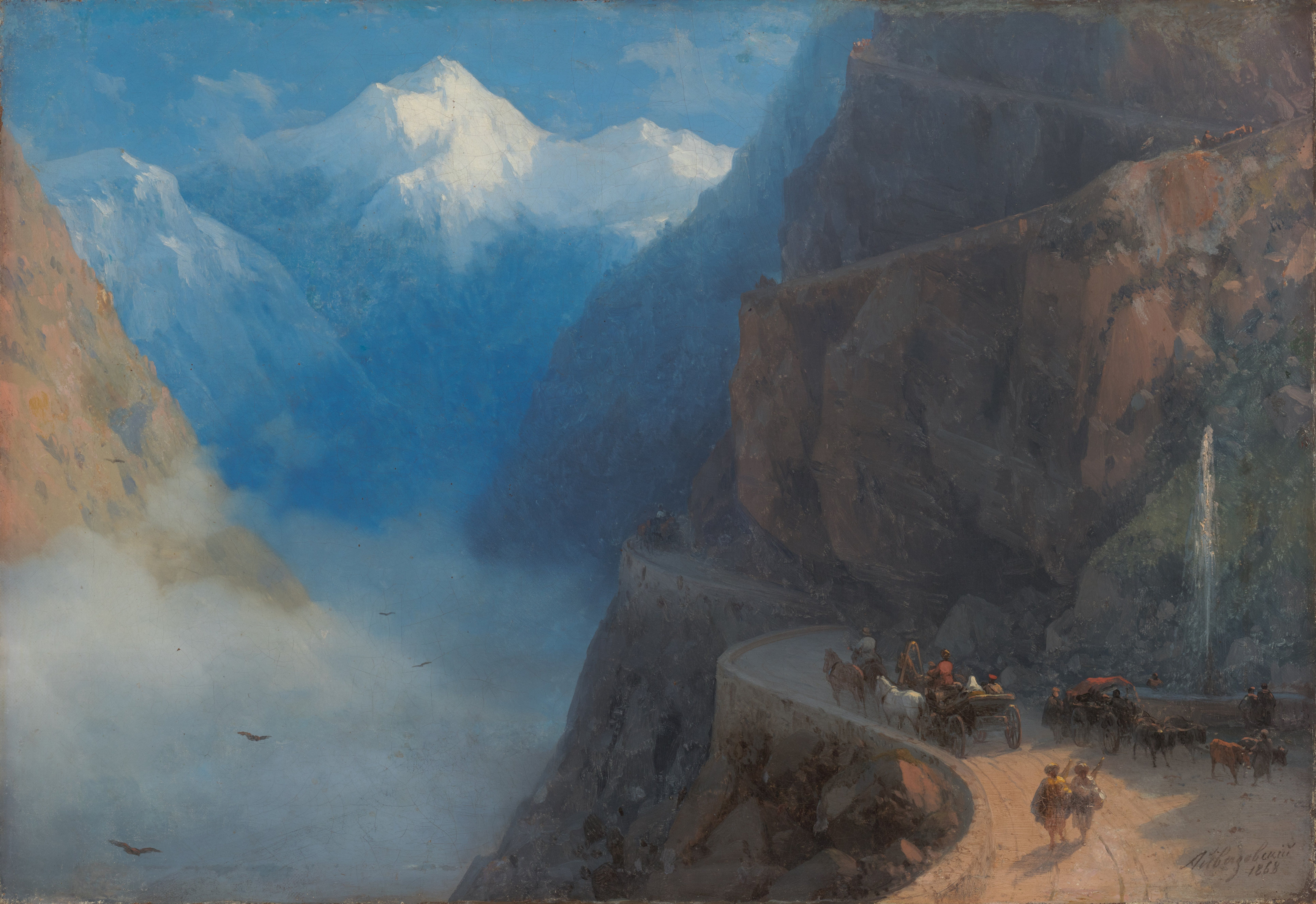
Od Mleti do Gudauri (1868)
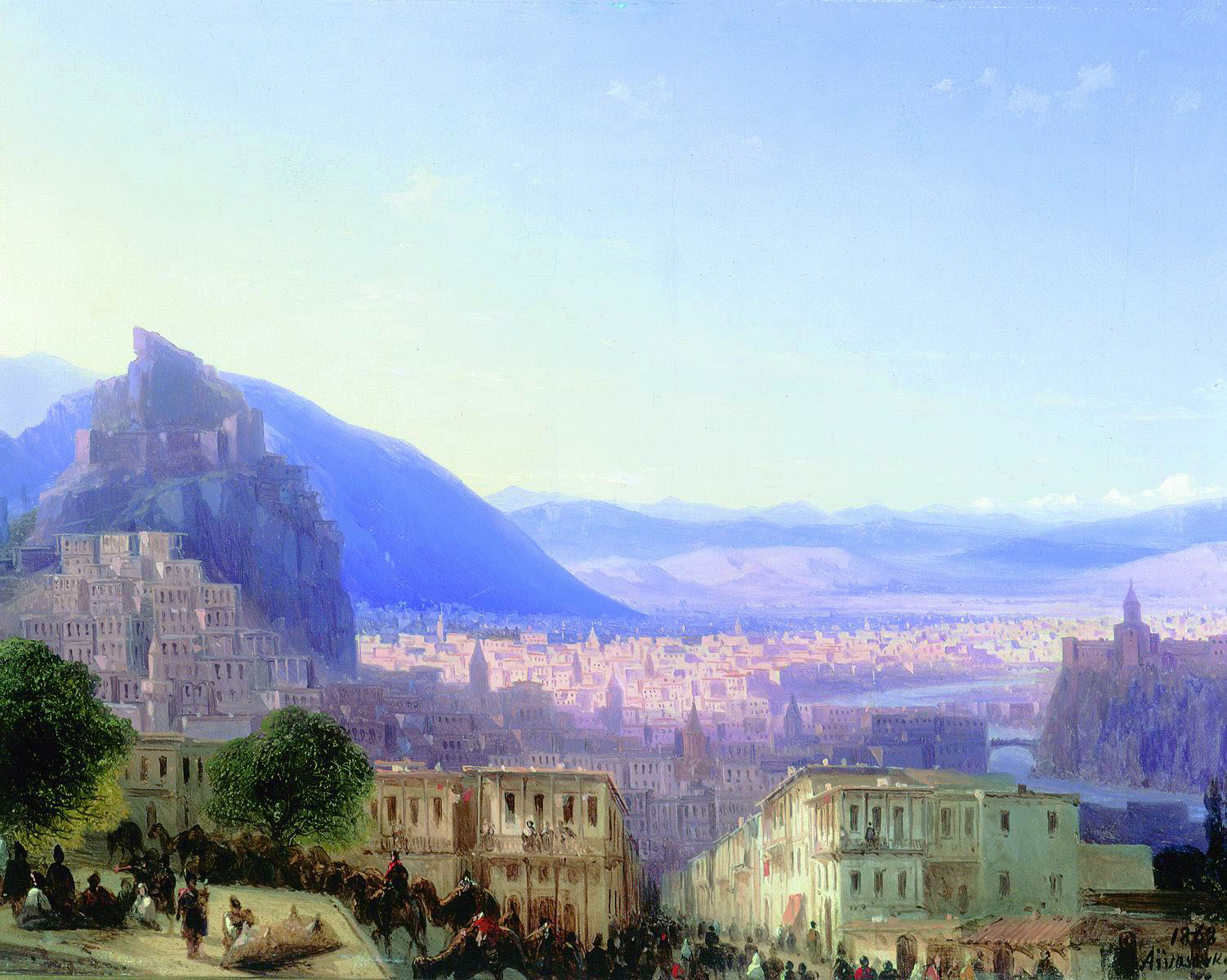
Widok Tyflisu z Seid-Abaz (1868)
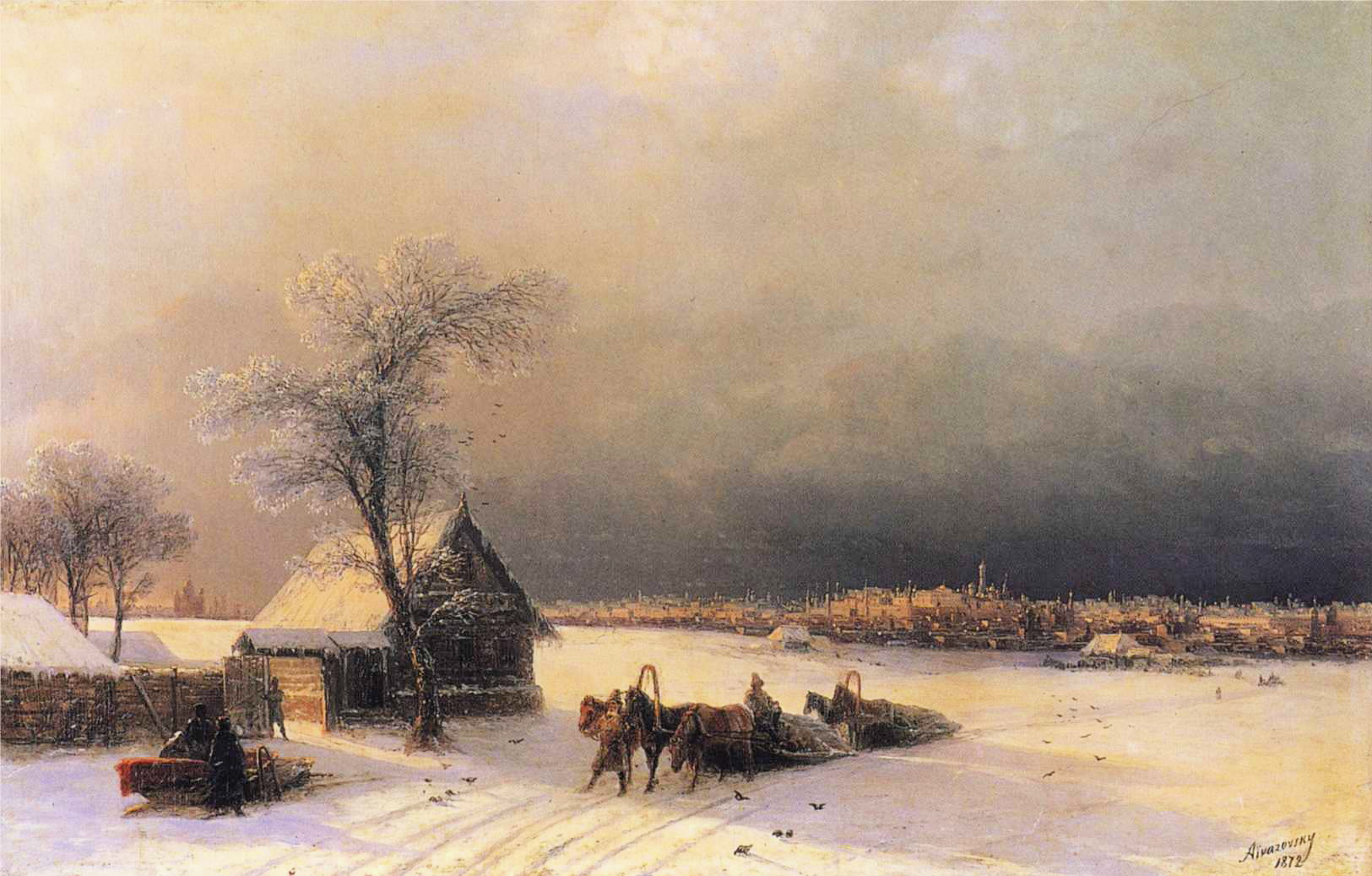
Moskwa zimą z Worobiowych Wzgórz (1872)
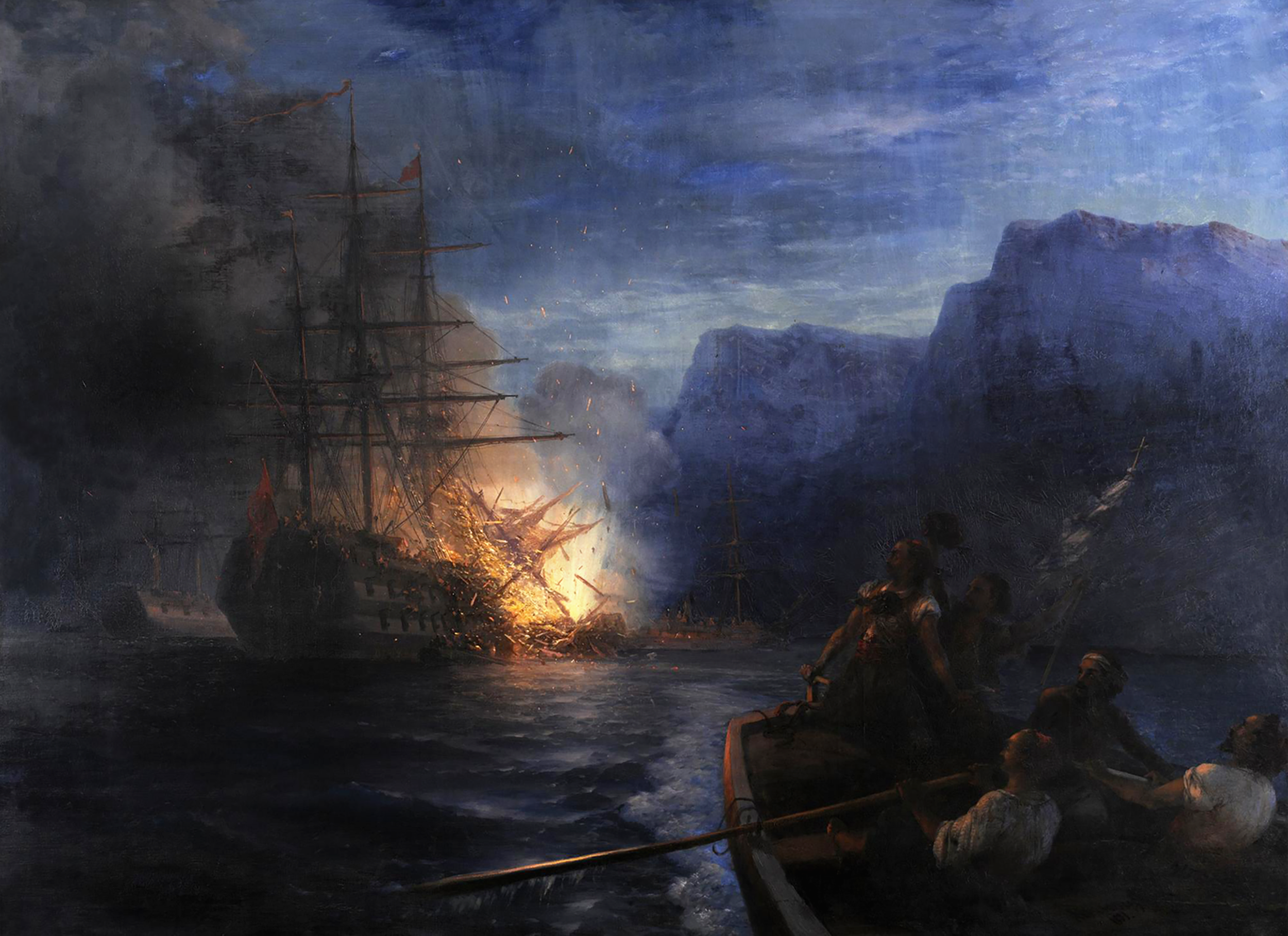
Spalenie tureckiego okrętu flagowego przez Kanarisa (1881)
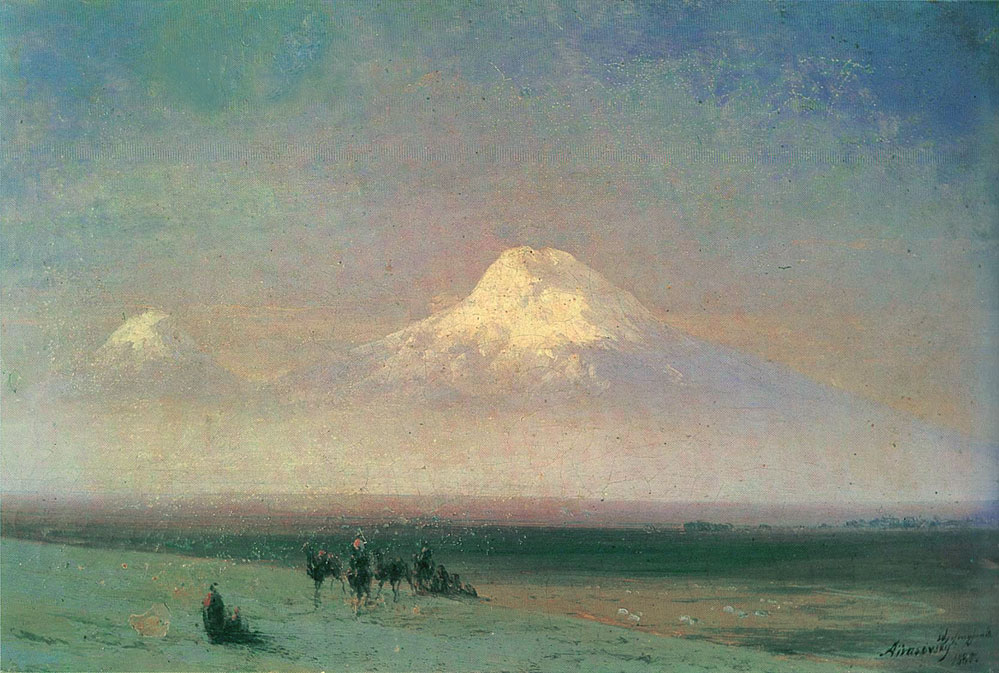
Dolina Araratu (1882)
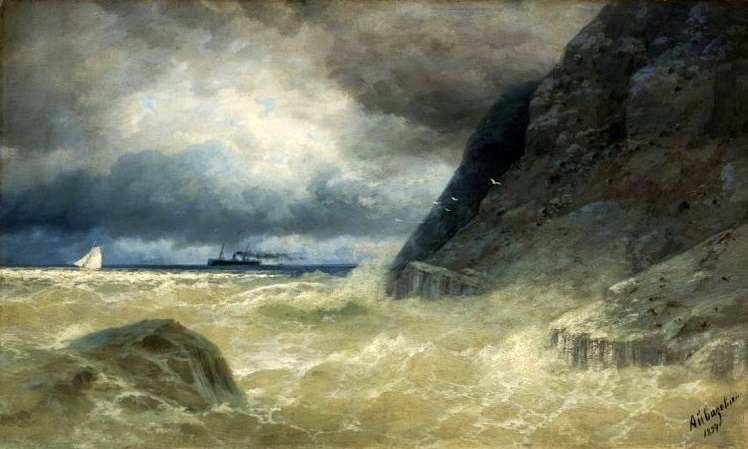
Pejzaż morski z parowcem (1886)
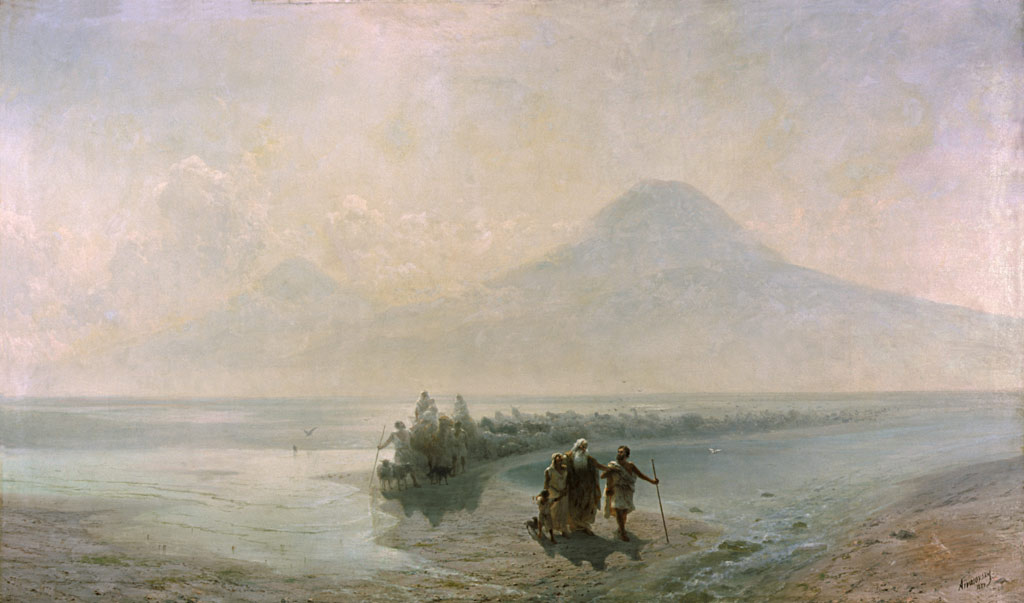
Zejście Noego z góry Ararat (1889)
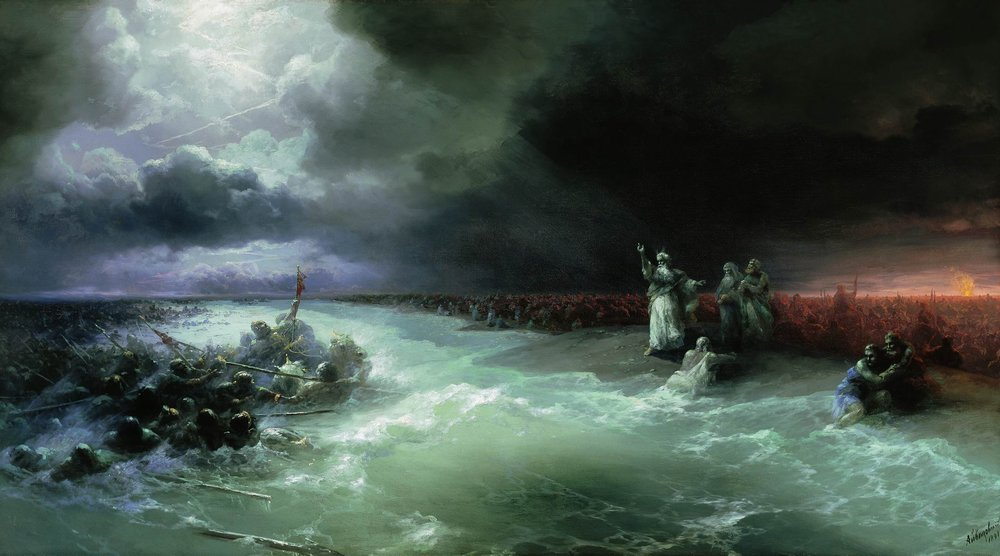
Przejście Żydów przez Morze Czerwone (1891)
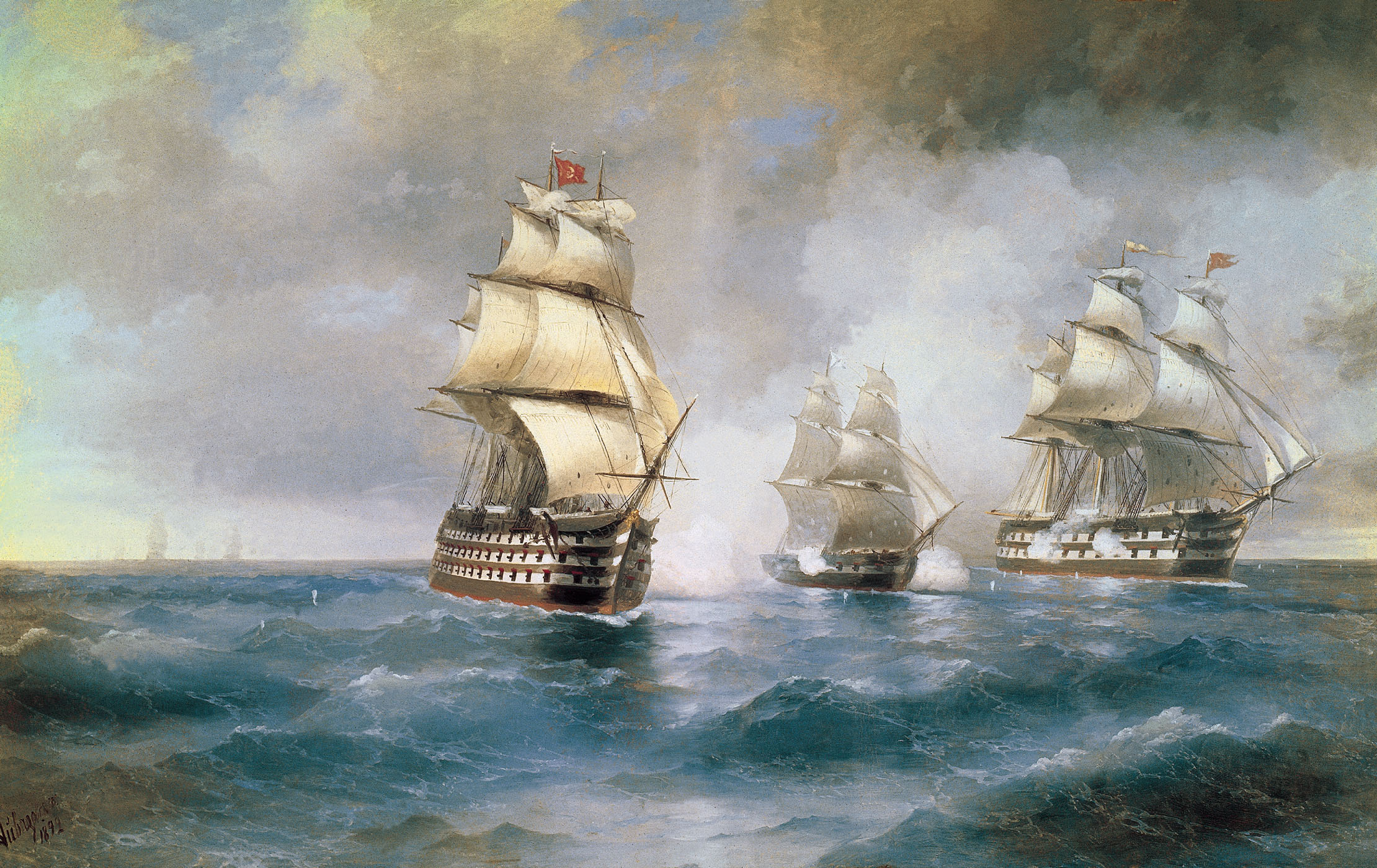
Walka brygu „Merkury” z okrętami tureckimi (1892)
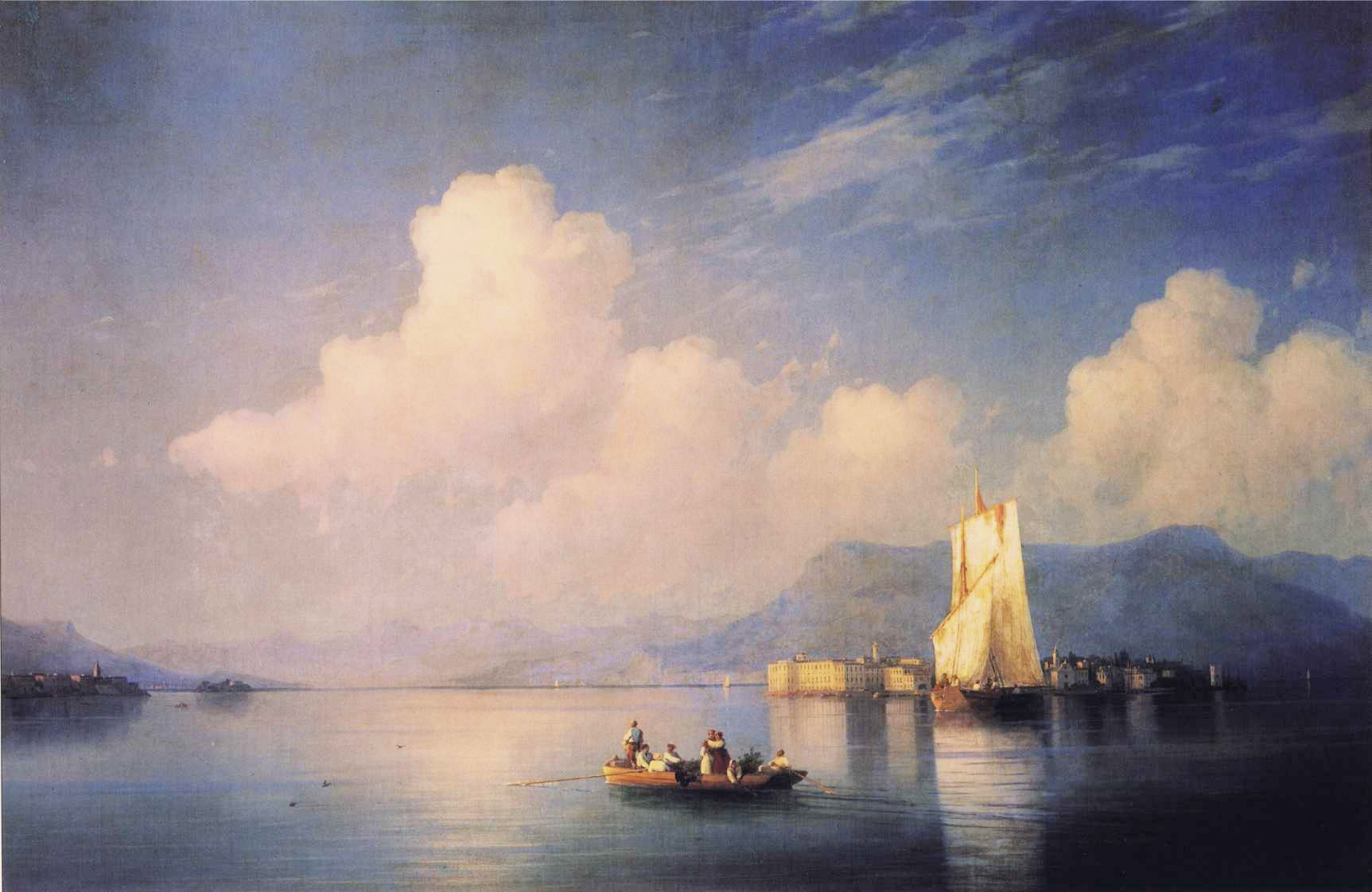
Lago Maggiore wieczorem (1892)